# Сьодзі Тосіо
Сьодзі Тосіо (25 серпня 1940) — японський плавець.
Бронзовий медаліст Олімпійських Ігор 1964 року.